# Burgstall Erling
Der Burgstall Erling bezeichnet eine abgegangene mittelalterliche Höhenburg auf 450 m ü. NN im Flurbereich „Haagholz“ etwa 500 Meter östlich der Straßengabel bei Erling, einem Gemeindeteil der Gemeinde Aham im Landkreis Landshut in Bayern. Der Burgstall  liegt ca. 1200 m westlich von der Kirche St. Ägidius von Aham bzw. 520 östlich von der Kapelle mit Lourdesgrotte in Erling. Die Anlage wird als Bodendenkmal unter der Aktennummer D-2-7440-0040 als „mittelalterlicher ebenerdiger Ansitz“ geführt. Er liegt 400 m östlich von dem Burgstall Schanzenberg (Aham).

## Beschreibung
Der Burgstall liegt auf einem zum Erlinger Bach, einem linken Zufluss zur Vils, abfallenden Talhang (Haagholz). Bei der Anlage handelt es sich um einen kleinen Ringwall mit einem nach außen vorgelagerten Graben. Der Burgplatz besitzt einen Durchmesser von 25 m und überragt die Wallkrone um 1,3 m. Diese fällt zur Grabensohle um 2,7 m ab. Der östliche Teil ist durch einen Kiesabbau zerstört, im westlichen Teil ist die Außenböschung noch gut erhalten. Das Auslaufen des Walls im Norden, könnte auf eine frühere Einlassstelle hinweisen.